# Szefowie ministrów Jersey
Szefowie ministrów Jersey
Szef ministrów (chief minister) jest szefem rządu wyspy Jersey. Stanowisko to zostało utworzone w wyniku reformy administracyjnej w 2005.
Pierwszy szef ministrów został wybrany 5 grudnia 2005 przez parlament wyspy. Parlament (States of Jersey) wybierał spośród dwóch zgłoszonych kandydatur: senatora Franka Walkera oraz senatora Stuarta Syvreta. Walker zdobył 38 głosów podczas gdy na Syvreta zagłosowało 14 deputowanych.

## Lista szefów ministrów Jersey
| Osoba | Osoba   | Osoba                       | Kadencja          | Kadencja          |
| #     | Portret | Imię i Nazwisko             | Od                | Do                |
| ----- | ------- | --------------------------- | ----------------- | ----------------- |
| 1     |         | Frank Walker (1943– )       | 5 grudnia 2005    | 12 grudnia 2008   |
| 2     |         | Terry Le Sueur (1942– )     | 12 grudnia 2008   | 18 listopada 2011 |
| 3     |         | Ian Gorst (1969– )          | 18 listopada 2011 | 7 czerwca 2018    |
| 4     |         | John Le Fondré (ok. 1968– ) | 7 czerwca 2018    | nadal             |